# Апшинец (река)
Апшине́ц (укр. Апшинець) — небольшая речка  в Украинских Карпатах, в пределах Раховского района Закарпатской области. Правый приток Чёрной Тисы (бассейн Дуная).

## Описание
Длина около 7 километров. Река протекает по ущелью. Русло порожистое, с небольшими водопадами. В среднем течении протекает по территории Апшинецкого заказника. Протекает по незаселённой местности. Вследствие этого река экологически чистая.
Вытекает из озера Апшинец, расположенного на северных склонах хребта массива Свидовец, между горами Трояска и Догяска. Течет в северо-восточном направлении.